# Tarnița (okręg Hunedoara)
Tarnița – wieś w Rumunii, w okręgu Hunedoara, w gminie Buceș. W 2011 roku liczyła 292 mieszkańców.